# فون‌جکر
فون‌جکر (fonejacker) یک برنامهٔ کمدی بریتانیایی است که از شبکهٔ ۴ پخش می‌شود و مجموعه‌ای از مزاحمت‌های تلفنی را نمایش می‌دهد. این مجموعه از سال ۲۰۰۶ توسط کیوان نوک بازیگر بریتانیایی ایرانی‌تبار ساخته شده‌است.